# Baumuster (Luftfahrt)
Baumuster beschreibt in der Luftfahrt einen Typ von Fluggerät nach einer bestimmten Kategorie für den bei einer Zulassungsbehörde, z. B. Luftfahrt-Bundesamt in Deutschland, eine Musterzulassung zum Betrieb beantragt wird. Der Begriffsbestandteil Muster bezieht sich auf die Gültigkeit für Bau- oder Modellreihen (Flugzeugmuster/-typen).
In der militärischen und zivilen Luftfahrt werden Musterberechtigungen pro Baumuster für die Cockpitbesatzung erteilt.